# Abrogans

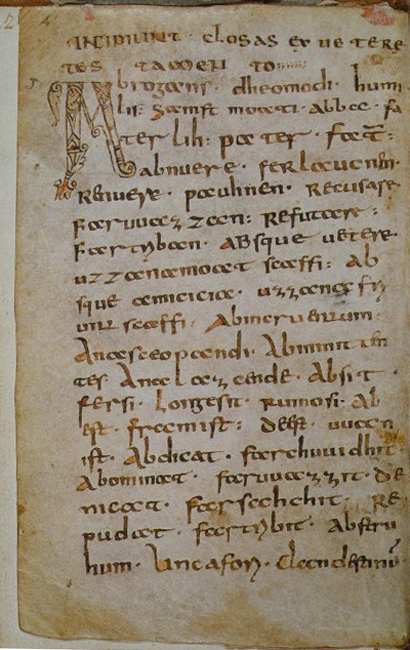
Ur Codex Sangallensis 911.
Abrogans första sida, med rubriken: Incipiunt closas ex uetere testamento (Här börjar glosorna från gamla testamentet)

Abrogans, även kallad Abrogans deutsch, är en latinsk–fornhögtysk ordbok från äldre medeltid. Namnet Abrogans har ordboken fått efter sitt första uppslagsord i den äldsta versionen.

## Uppkomst
Ursprunget till Abrogans går tillbaka till en enbart latinsk synonymordbok, där äldre och svårförståeliga latinska ord förklaras med yngre, mer lättförståeliga ord. I ett senare led har den synonymordboken försetts med tyska översättningar av båda uppsättningarna latinska ord. Av denna har det senare gjorts avskrifter, varav det nu finns fyra bevarade. Den ursprungliga Abrogans-förlagan har inte återfunnits.

## Betydelse
Även om flera översättningar blivit fel, lär de flesta stämma och Abrogans, som innehåller nästan 7 000 ord ur fornhögtyskan, har bidragit till dagens förståelse av de äldsta tyska skrifterna.

## Bevarade exemplar
Av Abrogans finns det idag, utöver en förkortad version i Prag, bevarade exemplar i Sankt Gallen, Karlsruhe och Paris. De olika exemplaren skiljer sig något åt både vad gäller utförande och stilen på tyskan.

### Codex Sangallensis 911 (St. Gallen)
I klosterbiblioteket som tillhört det tidigare Sankt Gallens kloster i Schweiz finns det äldsta och mest omfattande exemplaret av Abrogans. Det ingår i Codex Sangallensis 911 från ungefär år 790, den äldsta bevarade tyskspråkiga boken. Denna version är i litet format och med orden skrivna i en lång följd efter varandra.
Orden listas i alfabetisk ordning utifrån det första latinska uppslagsordet, vilket följs av sin fornhögtyska översättning, därefter den latinska synonymen och sist i gruppen den latinska synonymens fornhögtyska översättning. Den börjar:
{\displaystyle Abrogans\cdot dheomodi\cdot humilis} : {\displaystyle samftmoati\cdot abba\cdot faterlih} : {\displaystyle pater\cdot fater} :
Ordparen i exemplet ovan skulle kunna ställas upp så här:
- Abrogans = dheomodi ; humilis = samftmoati
- abba = faterlih ; pater = fater

### Codex Latinus 7640 (Paris)

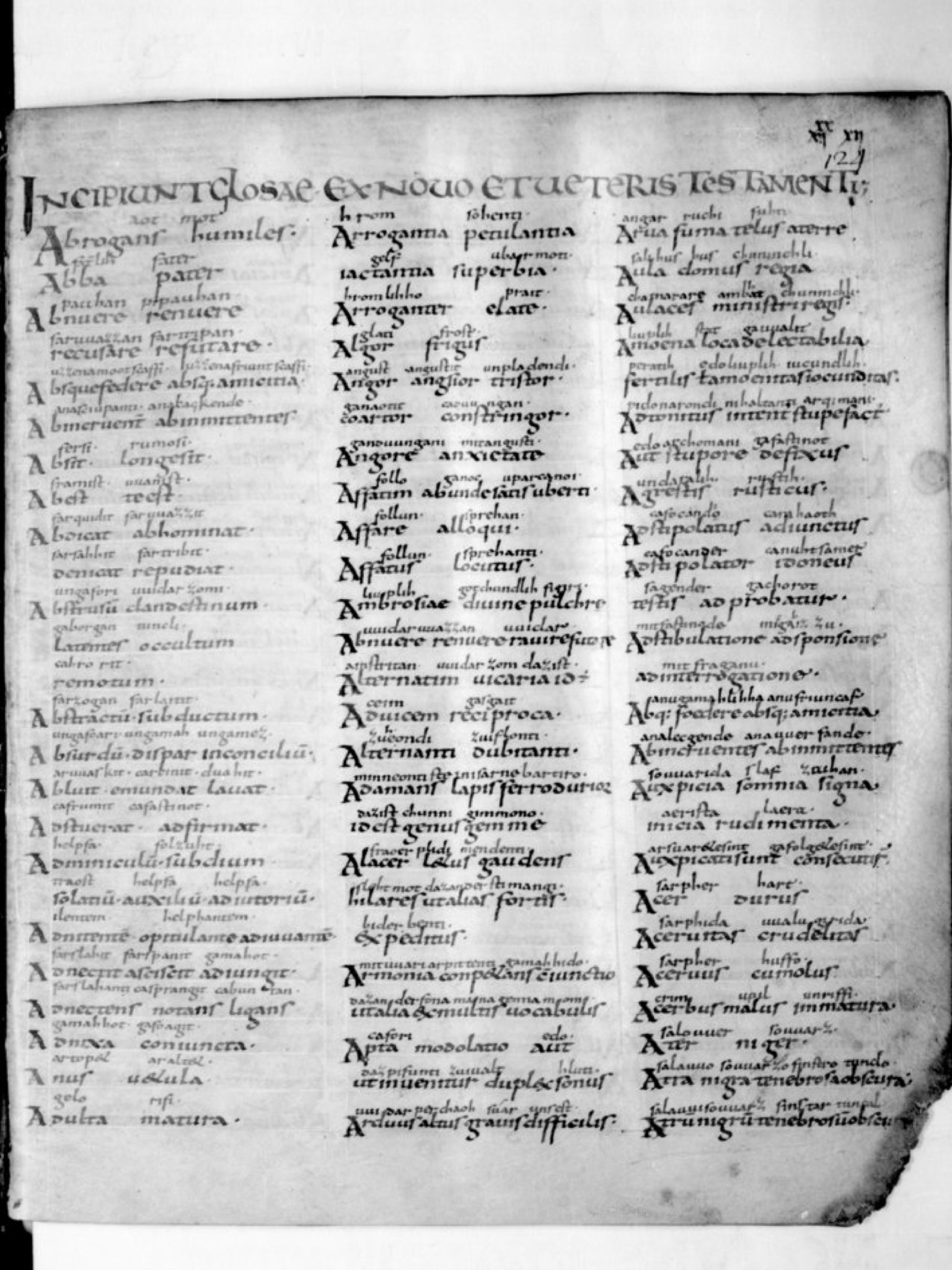
Abrogans första sida i Codex Latinus 7640

På Bibliothèque nationale de France i Paris finns, i en samlingsskrift kallad Codex Latinus 7640, ett Abrogans-exemplar som dock är ofullständigt och avbryts på bokstaven I (i). Denna version är betydligt finare utförd än ovanstående och är strukturerad i kolumner.
Även här listas orden efter det första latinska uppslagsordet, men detta följs av sin latinska synonym och de fornhögtyska översättningarna har skrivits i mindre text ovanför respektive latinskt ord. Till exempel:
| fat'lih              |  | fater                 |
| {\displaystyle Abba} |  | {\displaystyle pater} |

### Codex Aug. CXI (Karlsruhe)
På Badische Landesbibliothek i Karlsruhe finns ett exemplar av Abrogans, i samlingsskriften som hänvisas till som Aug. Perg. 111 eller Cod. Aug. CXI, som före 1805 fanns i klostret Reichenau, på klosterön Reichenau.
Liksom i Cod. Sang. 911, följs här det första latinska uppslagsordet av sin fornhögtyska översättning, varefterfter den latinska synonymen kommer följd av den latinska synonymens fornhögtyska översättning. Ordboken är dock strukturerad så att varje sådan grupp av ord har en egen rad.

### Codex XXIII E 54 (Prag)
På tjeckiska nationalbiblioteket i Prag finns en förkortad version av Abrogans, en palimpsest från början av 800-talet.